# Prins Philip, hertig av Edinburgh
Prins Philip, hertig av Edinburgh, född 10 juni 1921 på Korfu i Grekland, död 9 april 2021 på Windsor Castle i Berkshire, var make till drottning Elizabeth II från 1947 fram till sin död. 
Han föddes som prins Philippos av Grekland och Danmark och var son till prins Andreas av Grekland och Danmark och dennes hustru prinsessan Alice av Battenberg. Han var systerson till drottning Louise av Sverige och den siste vicekungen och generalguvernören av Brittiska Indien, lord Mountbatten. Han gifte sig den 20 november 1947 med dåvarande prinsessan Elizabeth i kyrkan Westminster Abbey i centrala London.

## Uppväxt och tidiga år

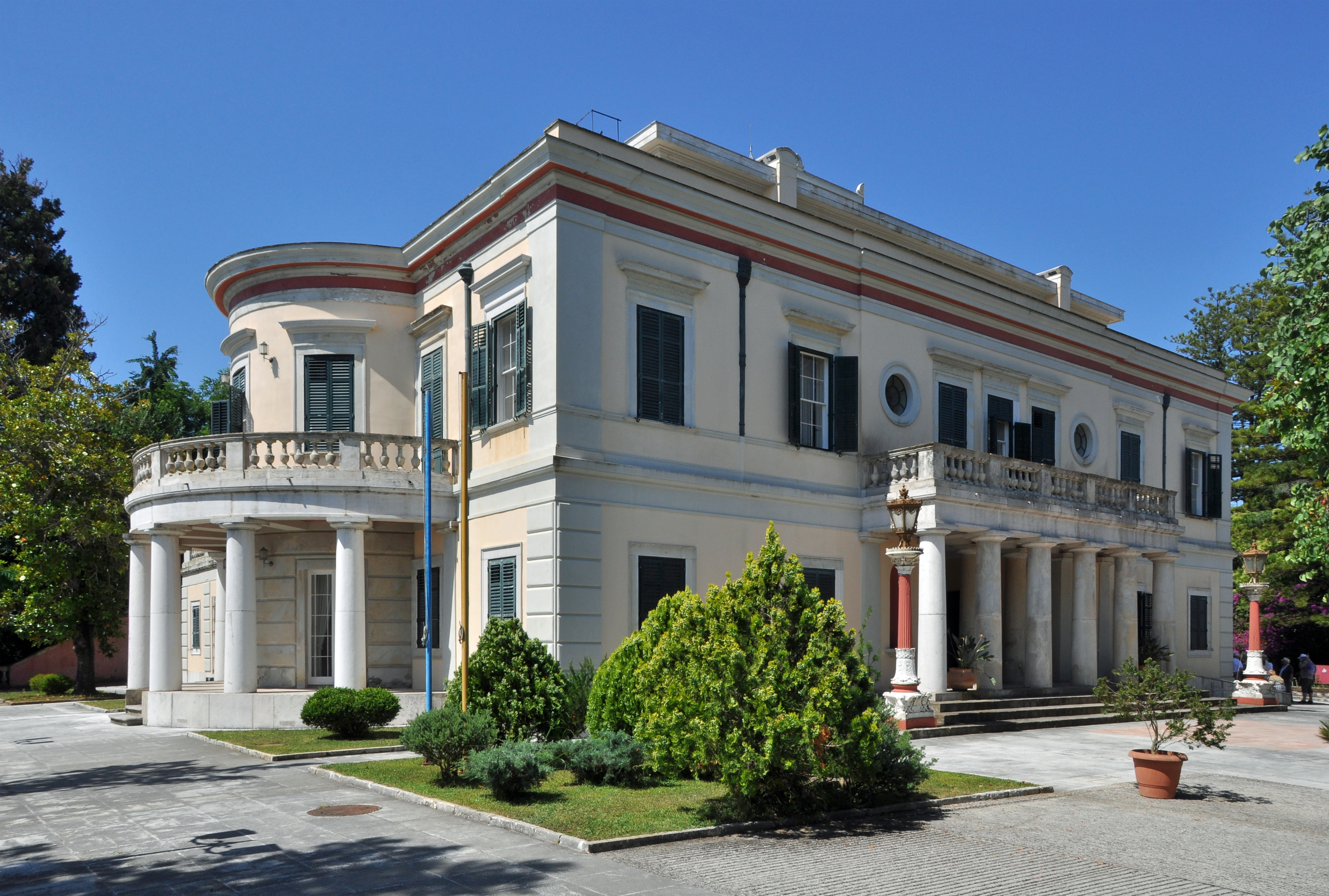
Mon Repos på Korfu.

Prins Philip föddes och bodde sin första tid i livet i villan Mon Repos på Korfu. Som en följd av nederlaget i Grek-turkiska kriget (1919–1922)  och den följande revolutionen tvingades kung Konstantin I av Grekland att abdikera 1922 och hans yngre bror prins Andreas, Philips far, dömdes till döden av en revolutionsdomstol. De räddades av den brittiska flottan, som sänts av kung Georg V av Storbritannien. Prins Philip var då 18 månader gammal och bars ombord i en vagga gjord av en apelsinlåda.
Familjen bosatte sig i ett hus i Saint-Cloud utanför Paris, som de fick låna av Philips förmögna farbrors fru Marie Bonaparte, och det var där som prins Philip påbörjade sin skolgång. Redan 1928 sändes han dock till England för att studera vid internatskolan Cheam School och 1933 till internatskolan i Schloss Salem i Baden. På grund av sin kritik av nationalsocialistiska partiet och sin judiska härkomst tvingades skolans rektor Kurt Hahn lämna landet. Hahn bildade en ny skola i Gordonstoun i Skottland och 1934 flyttade prinsen dit. Där blev han bland annat lagkapten i skolans landhockey- och cricketlag. Skolan har en grundfilosofi som till viss del överlappar med det pris som långt senare prinsen instiftat (se nedan) och på hans uttryckliga önskan har samtliga av hans tre söner studerat vid samma skola.

## Giftermål

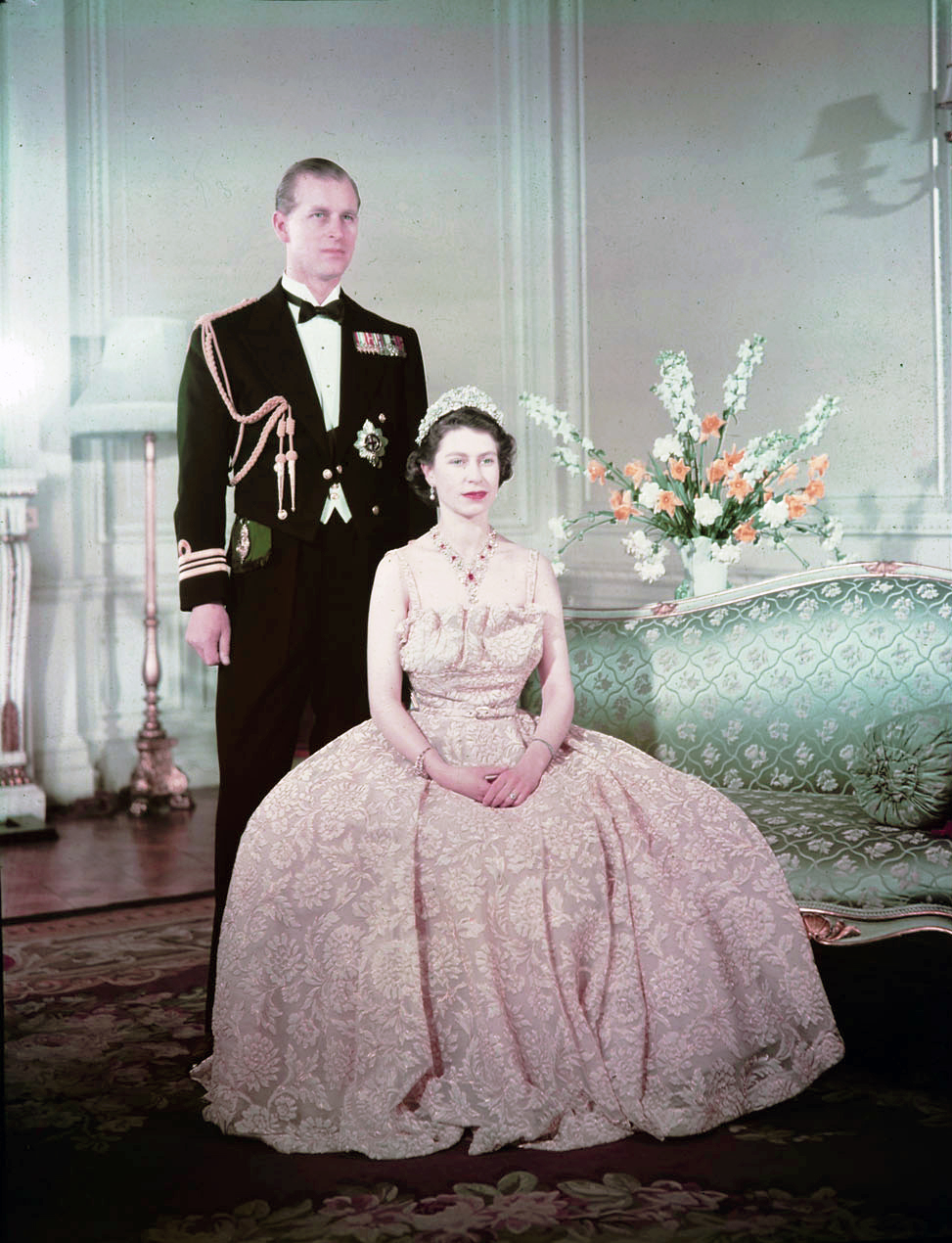
Prinsessan Elizabeth och Philip 1950.

Prins Philip hade mött sin blivande maka Elizabeth 1934 och 1937 vid släktträffar i Danmark. Båda härstammar från Kristian IX av Danmark (Elizabeth genom dottern Alexandra som blev Edvard VII:s gemål och Philip genom andre sonen, Georg I av Grekland), och är samtidigt också ättlingar till drottning Viktoria av Storbritannien (Elizabeth genom äldste sonen Edvard VII och Philip genom dottern Alice). Efter att ha träffats i England 1939 började de brevväxla med varandra.
Löjtnant Philip Mountbatten förlovade sig med prinsessan Elisabeth den 9 juli 1947 och gifte sig den 20 november samma år. Philip hade avsagt sig titeln prins av Grekland och Danmark och tog familjenamnet Mountbatten efter sin mor Alice, som var syster till Louis Mountbatten och kronprinsessan Louise av Sverige. Han konverterade samtidigt från den grekisk-ortodoxa tron till den anglikanska kyrkan. I samband med bröllopet erhöll Philip titeln Hans Kunglig Höghet, Hertig av Edinburgh av sin svärfar, men det skulle dröja till 1957 innan han formellt blev brittisk prins. Efter bröllopet bosatte de sig i Clarence House i London. Från 1946 till 1953 var Philip stationerad på Malta, då en brittisk koloni, när han tjänstgjorde i flottan. Hans morbror Lord Mountbatten hade köpt Villa Gwardamangia i byn Gwardamanġa 1929. Elizabeth bodde där 1949–1951, när hon besökte sin make.

## Karriär som sjöofficer (1939–1952)
Under sin skolgång var prinsen aktiv i den lokala kustvaktsenheten och aktiv inom rodd- och seglingssport. I maj 1939 gick prins Philip in i Storbritanniens flotta, och meriterade sig väl under sin kadettjänstgöring. Från 1940 tjänstgjorde han som kadett på slagskeppet HMS Ramillies i Indiska oceanen; i januari 1941 förflyttades han till HMS Valiant tillhörande Medelhavsflottan.
Efter att ha kvalificerat sig för befordran till officer, med Sub-Lieutenants grad, återvände prinsen till Storbritannien. Han läste in ett antal tekniska kurser och tjänstgjorde därefter på jagaren HMS Wallace, som eskorterade konvojer längs den brittiska östkusten. I juli 1942 befordrades han till Lieutenant; i oktober samma år blev han First Lieutenant och därmed andra man i befälsordningen på HMS Wallace. Han var då en av flottans yngsta officerare i denna ställning.
I juli 1943 återvände han till Medelhavet, där HMS Wallace deltog i landstigningen på Sicilien. Efter ytterligare kurser fick prinsen en ny befattning som First Lieutenant och andreman på en större jagare, HMS Whelp, som anslöt till brittiska Stillahavsflottan. Prinsen kom därför att närvara i Tokyo hamn när Japan kapitulerade den 2 september 1945.
Efter andra världskrigets slut undervisade han vid en underofficersskola och studerade själv vidare vid Naval Staff College i Greenwich. År 1949 fick han ny stationering som First Lieutenant på HMS Chequers, flaggskepp i första jagarflottiljen i Medelhavsflottan. Han befordrades till Lieutenant-Commander 1950 och fick då befäl över fregatt HMS Magpie. Två år senare, 1952, blev han Commander, innan hans marina karriär fick ett abrupt slut i samband med svärfaderns död och hustruns trontillträde samma år.

## Yrkesverksamhet efter 1952

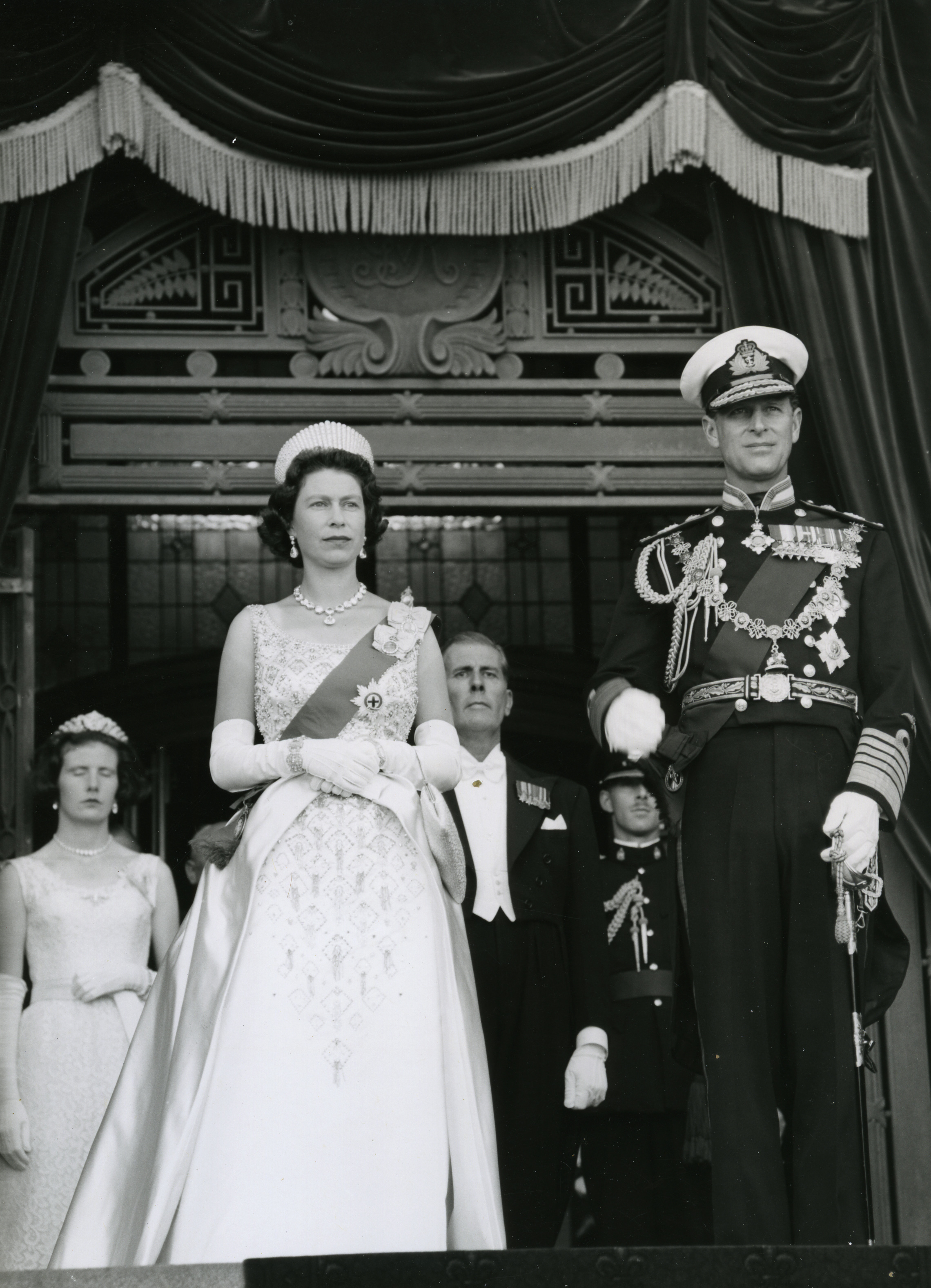
Drottning Elizabeth II och prins Philip vid öppnandet av Nya Zeelands parlament i Wellington 1963.

Prinsens militära karriär fortsatte i någon grad efter drottningens trontillträde, om än på en helt annan nivå. Då drottningen avstått de militära hederstitlar som normalt tillkommer den brittiske monarken utnämndes prins Philip till Admiral of the Fleet, fältmarskalk och Marshal of the Royal Air Force, samt Captain-General i Storbritanniens marinkår. Prinsen innehade även flera liknande honorära befälhavarskap inom andra länder i Samväldet och försökte upprätthålla en aktiv roll: i oktober 2006 besökte prinsen, iklädd uniform, brittiska trupper i Basra i Irak.
Hans huvudsakliga verksamhet utgjordes dock av att stödja statschefen i fullföljandet av hennes uppgifter. Prinsen följde drottningen under statsbesök, de gjorde enskilt och gemensamt ett stort antal besök i Storbritannien. Han var också en av fem Councillors of State (’statsråd’) och som, två i förening, kunde träda in i monarkens ställe i samband med att denne var frånvarande på grund av längre utlandsvistelser eller sjukdom. Först 1973 uppstod en situation där prinsen inte följde med på drottningens resa, och där han alltså aktivt agerade i Council of State.
Prins Philip var beskyddare, ordförande eller medlem i cirka 800 organisationer, främst inom områdena teknisk forskning och utveckling, ungdomars villkor samt miljövård och naturskydd. Under 1956/57 och 1959 företog prinsen två världsomseglingar med HMY Britannia, under vilka han blev uppmärksam på effekterna av mänsklig påverkan på naturen. Inte minst besöken vid Antarktis hade stor betydelse för prinsen. Från dess bildande och under 35 års tid var han aktiv i Världsnaturfonden (WWF), först som styrelseordförande för den brittiska avdelningen (1961–1982) och sedan för fondens internationella verksamhet (1981–1996).
Prinsen var universitetskansler för universiteten i Cambridge och Edinburgh. Han hade också framträdande beskyddaruppdrag vid King's College London och London Guildhall University.

## Senare år och död

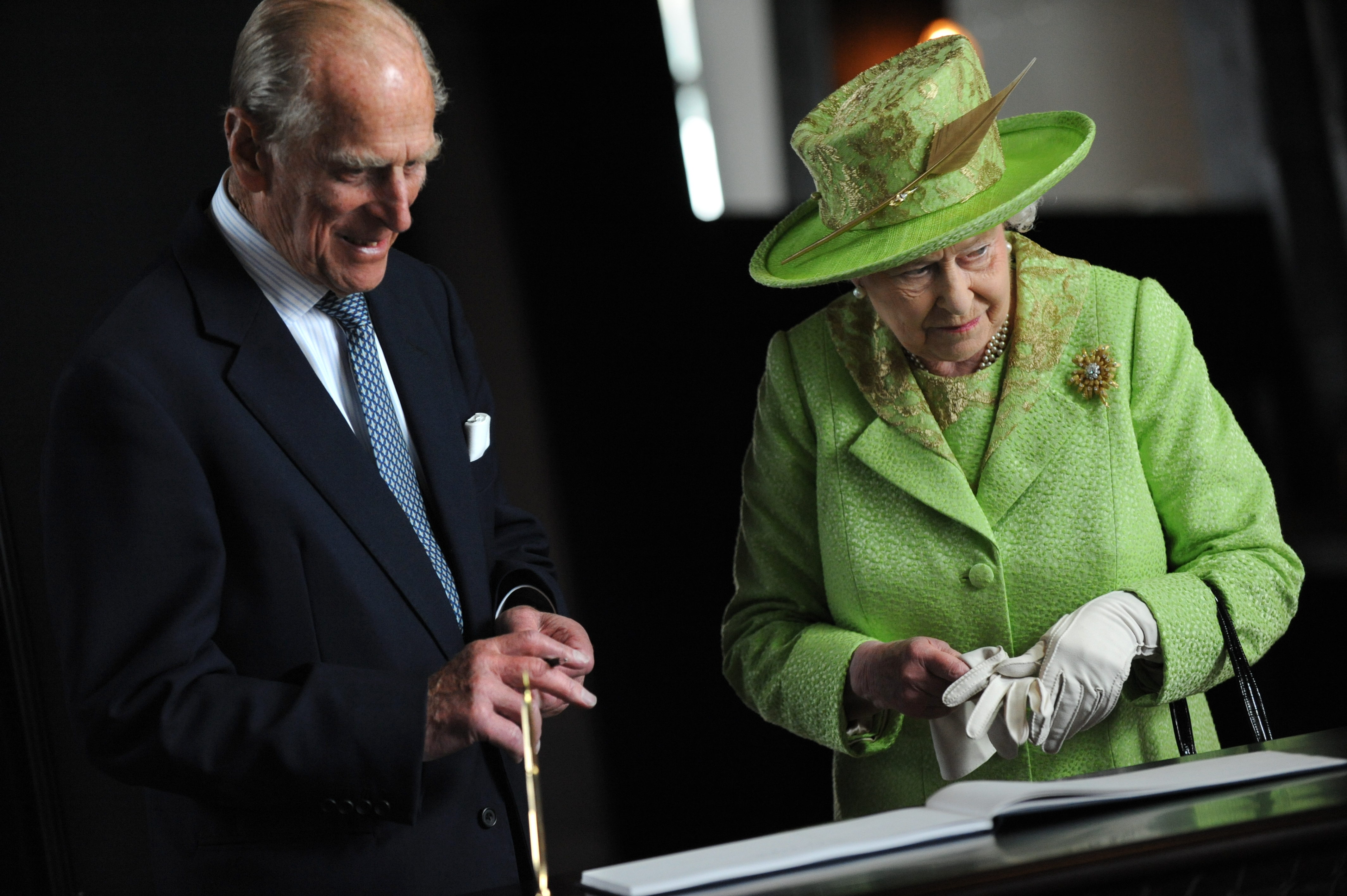
Prins Philip och drottning Elizabeth II besöker Titanic Belfast, en utställning om RMS Titanic i Belfast på Nordirland den 27 juni 2012.

Under julen 2011 fördes prins Philip till sjukhus för behandling av en blockerad artär. År 2012 lades han in på sjukhus under drottningens diamantjubileum med en urinblåsinfektion och 2013 genomgick han en undersökande operation i buken.
Det brittiska hovet meddelade 4 maj 2017 att prins Philip beslutat sig för att lämna sina kungliga uppdrag i september 2017. Han kvarstod som beskyddare för ett stort antal organisationer, men hade inte någon aktiv roll i dessa.
Philip lades in på King Edward VII Hospital i London den 16 februari 2021 och flyttades senare till ett annat sjukhus i London för att genomgå hjärtkirurgi. Prinsen skrevs ut från sjukhuset i mitten av mars. Den 9 april 2021 meddelade det brittiska hovet att han avlidit på Windsor Castle, 99 år gammal. Han hade då varit gift med drottning Elizabeth i 73 år.

## The Duke of Edinburgh’s Award
Prins Philip inrättade 1956 The Duke of Edinburgh's Award för ungdomar mellan 14 och 25 år. Priset utdelas i tre klasser – brons, silver och guld – för vilka det krävs motsvarande insatser inom fyra olika områden: samhällstjänst (exempelvis stöd till frivilligorganisationer), färdigheter (exempelvis inom en hobby, musikinstrument, intresse), fysisk träning (exempelvis idrott, dans, konditionsträning) samt expedition (exempelvis cykelutflykter, ridturer, ofta vandringshajker).
Priset skall, enligt dess stadgar, inte vara en tävling utan göras tillgängligt för alla som uppnår kriterierna. Det ska vara ett frivilligt, flexibelt, balanserat, progressivt, resultatinriktat maratonlopp (snarare än en sprintdistans), som syftar till personlig utveckling och att vara roligt för deltagarna. Priset utdelas även i många länder utanför Storbritannien.

## Dyrkan

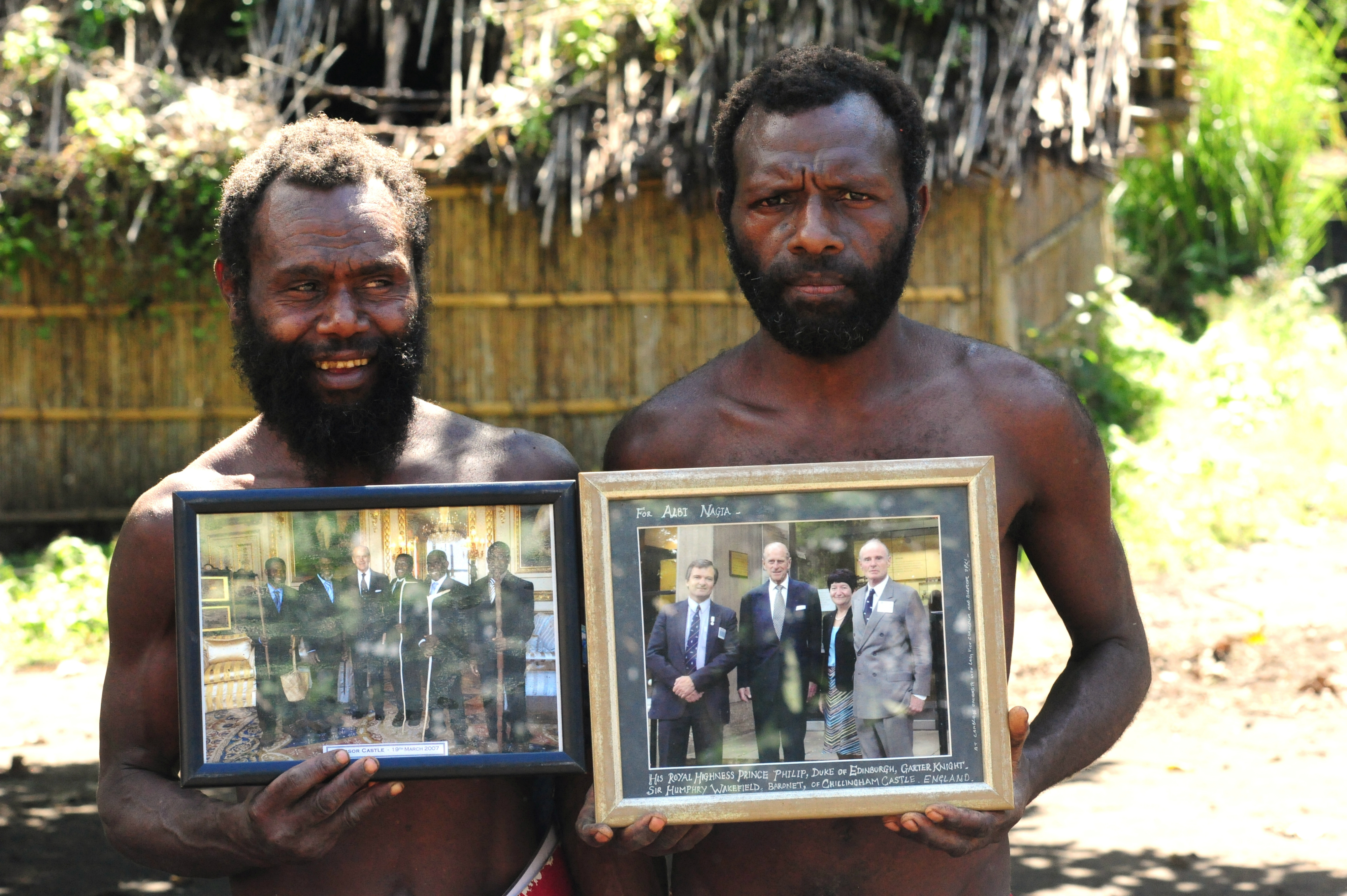
Yaohnanen-män med bilder på prins Philip.

Prins Philip är föremål för en typ av cargokult bland Yaohnanen-stammen på ön Tanna i Vanuatu, vars anhängare ser honom som gudomlig.

## Titlar
Prins Philip tillhörde det danska kungliga huset Schleswig-Holstein-Sonderburg-Glücksburgs grekiska gren. Farfadern, kung Georg I (ursprungligen prins Vilhelm) var en dansk prins som utsågs till "Hellenernas konung" och prins Philip, liksom sin far, prins Andreas föddes därför som "Prins av Grekland och Danmark". Schleswig-Holstein-Sonderburg-Glücksburg är en gren av huset Oldenburg som kom på den danska tronen med prins Philips farfars far, kung Kristian IX, (som var utsedd som dansk tronföljare sedan 1852) efter att den seniora kungliga danska grenen dog ut med kung Fredrik VII 1863. 
I samband med sin tjänstgöring i Royal Navy använde Philip sina grekiska och danska titlar, men det var först 1947, när han blev naturaliserad brittisk medborgare, som han avsade sig anspråk på dessa titlar och därmed också eventuellt anspråk på såväl den grekiska som den danska kronan. (Hans beslut framställs ofta som ett led i förberedelserna för prinsens vigsel med dåvarande prinsessan Elizabeth, men vilket av vigsel och medborgarskap som utgör orsak och verkan är oklart.)
Under en kort tid hade prinsen alltså enbart titel som lieutenant i den brittiska flottan. Strax före bröllopet gav hans blivande svärfar, kung Georg VI honom tre pärskap; hertig av Edinburgh, earl av Merioneth och baron Greenwich; med epitetet Kunglig Höghet. Enligt brittisk kutym var hans mest omnämnd under den mest seniora pärskapstiteln.
I stället för att använda någon variant av namn från sin fars släktgren bytte han till sin bemärkte morbrors efternamn, Mountbatten. Först tio år senare, 1957, fick Philip åter en prinstitel, när drottning Elizabeth gjorde honom till "prins av Förenade Kungariket".
Sedan 1960 skall alla hertigens och drottningens manliga ättlingar som inte är kungliga högheter, prinsar eller prinsessor använda efternamnet "Mountbatten-Windsor". I praktiken har dock samtliga parets barn vid något använt efternamnet, prins Charles angav det exempelvis när han och prinsessan Diana tog ut lysning.
Prinsen var barnbarns barnbarn till drottning Viktoria, och kunde därmed i egen rätt göra anspråk på den brittiska tronen. Dock stod över sjuhundra personer före honom i den brittiska tronföljden (1 januari 2011).

### Formella titlar
Formellt skrevs prinsens namn His Royal Highness The Prince Philip, Duke of Edinburgh, eller Hans Kunglig Höghet Prins Philip, hertig av Edinburgh. Bland prinsens förnämsta utmärkelser återfanns riddare av Strumpebandsorden, riddare av Tistelorden, ledamot av förtjänstorden, stormästare samt förste och mest framträdande riddare av Brittiska Imperieorden (av klassen Storkors) samt ledamot av Kronrådet (Her Majesty’s Most Honourable Privy Council).

### Vapensköld

Prins Philips vapen med sköldhållare, rangkrona, hjälm med hjälmprydnad, motto samt strumpebandsordens band.

Prinsens vapensköld som Riddare av Serafimerorden.

Prinsens vapen skapades 19 november 1947 och var det enda i kungafamiljen som inte innehöll Förenade Kungadömets kungliga vapensköldar. Skölden är kvadrerad: i första fältet på fält av guld, omgivna av nio röda hjärtan, tre gående blå lejon med beväring i rött (Danmark); i andra fältet ett silverne genomgående kors i blått fält (Grekland); i tredje fältet på silverfält två svarta stolpar (en förkortning av ätten Mountbattens vapen); i fjärde fältet ett svart slott med rött tak (staden Edinburghs vapen). Det bör noteras att det grekiska statsvapnet ändrats från ett svävande kors under monarkin till ett genomgående kors under republiken. Till skillnad från det grekiska kungahuset i exil använde Prins Philip den republikanska, genomgående varianten i sitt vapen.
Sköldhållare är till vänster en Herakles (hämtad från det grekiska kungliga vapnet) och till höger ett gyllene lejon med hertigkrona (traditionell engelsk symbol). Skölden är krönt med en sluten hjälm klädd med hertigkrona, samt fem strutsfjädrar som spegelvänt återger de svartvita fälten i ätten Mountbattens vapen. Under skölden återfinns mottot God is my help (Gud är min hjälp). Strumpebandsordens blå strumpeband med ordens motto, Honi soit qui mal y pense (Skam den, som tänker illa därom), omger skölden.

### Ordnar
- Strumpebandsorden (1947)
- Tistelorden (1952)
- Bathorden (1953)
- Förtjänstorden (1968)
- Victoriaorden (2017)
- Order of Australia (1988/2015)
- Order of Canada (2013)

- Frälsarens orden (1947)
- Sankt Georg och Konstantins orden (1941)
- Georg I:s orden (1950)
- Fenixorden (1950)
- Elefantorden (1947)

- Serafimerorden (1953)
- Hederslegionen (1957)
- Finlands vita ros (1961)

### Militära hedersbetygelser
- Lord High Admiral (2012)

## Anfäder
|                                                  |  |  |  |  |  |  |  |                                                      |  |  |  |  |  |  |  |                                                           |  |  |  |  |  |  |  | 8. Kung Kristian IX av Danmark (1818–1906)                          |
|                                                  |  |  |  |  |  |  |  |                                                      |  |  |  |  |  |  |  |                                                           |  |  |  |  |  |  |  |                                                                     |
|                                                  |  |  |  |  |  |  |  |                                                      |  |  |  |  |  |  |  | 4. Kung Georg I av Grekland, prins av Danmark (1845–1913) |  |  |  |  |  |  |  |                                                                     |
|                                                  |  |  |  |  |  |  |  |                                                      |  |  |  |  |  |  |  |                                                           |  |  |  |  |  |  |  |                                                                     |
|                                                  |  |  |  |  |  |  |  |                                                      |  |  |  |  |  |  |  |                                                           |  |  |  |  |  |  |  | 9. Louise av Hessen-Kassel (1817–1898)                              |
|                                                  |  |  |  |  |  |  |  |                                                      |  |  |  |  |  |  |  |                                                           |  |  |  |  |  |  |  |                                                                     |
|                                                  |  |  |  |  |  |  |  | 2. Prins Andreas av Grekland och Danmark (1882–1944) |  |  |  |  |  |  |  |                                                           |  |  |  |  |  |  |  |                                                                     |
|                                                  |  |  |  |  |  |  |  |                                                      |  |  |  |  |  |  |  |                                                           |  |  |  |  |  |  |  |                                                                     |
|                                                  |  |  |  |  |  |  |  |                                                      |  |  |  |  |  |  |  |                                                           |  |  |  |  |  |  |  | 10. Storfurst Konstantin Nikolajevitj av Ryssland (1827–1892)       |
|                                                  |  |  |  |  |  |  |  |                                                      |  |  |  |  |  |  |  |                                                           |  |  |  |  |  |  |  |                                                                     |
|                                                  |  |  |  |  |  |  |  |                                                      |  |  |  |  |  |  |  | 5. Olga Konstantinovna av Ryssland (1851–1926)            |  |  |  |  |  |  |  |                                                                     |
|                                                  |  |  |  |  |  |  |  |                                                      |  |  |  |  |  |  |  |                                                           |  |  |  |  |  |  |  |                                                                     |
|                                                  |  |  |  |  |  |  |  |                                                      |  |  |  |  |  |  |  |                                                           |  |  |  |  |  |  |  | 11. Prinsessan Alexandra av Sachsen-Altenburg (1830–1911)           |
|                                                  |  |  |  |  |  |  |  |                                                      |  |  |  |  |  |  |  |                                                           |  |  |  |  |  |  |  |                                                                     |
| 1. Prins Philip, hertig av Edinburgh (1921–2021) |  |  |  |  |  |  |  |                                                      |  |  |  |  |  |  |  |                                                           |  |  |  |  |  |  |  |                                                                     |
|                                                  |  |  |  |  |  |  |  |                                                      |  |  |  |  |  |  |  |                                                           |  |  |  |  |  |  |  | 12. Prins Alexander av Hessen-Darmstadt (1823–1888)                 |
|                                                  |  |  |  |  |  |  |  |                                                      |  |  |  |  |  |  |  |                                                           |  |  |  |  |  |  |  |                                                                     |
|                                                  |  |  |  |  |  |  |  |                                                      |  |  |  |  |  |  |  | 6. Prins Louis av Battenberg (1854–1921)                  |  |  |  |  |  |  |  |                                                                     |
|                                                  |  |  |  |  |  |  |  |                                                      |  |  |  |  |  |  |  |                                                           |  |  |  |  |  |  |  |                                                                     |
|                                                  |  |  |  |  |  |  |  |                                                      |  |  |  |  |  |  |  |                                                           |  |  |  |  |  |  |  | 13. Grevinnan Julia von Haucke, prinsessa av Battenberg (1825–1895) |
|                                                  |  |  |  |  |  |  |  |                                                      |  |  |  |  |  |  |  |                                                           |  |  |  |  |  |  |  |                                                                     |
|                                                  |  |  |  |  |  |  |  | 3. Prinsessan Alice av Battenberg (1885–1969)        |  |  |  |  |  |  |  |                                                           |  |  |  |  |  |  |  |                                                                     |
|                                                  |  |  |  |  |  |  |  |                                                      |  |  |  |  |  |  |  |                                                           |  |  |  |  |  |  |  |                                                                     |
|                                                  |  |  |  |  |  |  |  |                                                      |  |  |  |  |  |  |  |                                                           |  |  |  |  |  |  |  | 14. Storhertig Ludwig IV av Hessen-Darmstadt (1837–1892)            |
|                                                  |  |  |  |  |  |  |  |                                                      |  |  |  |  |  |  |  |                                                           |  |  |  |  |  |  |  |                                                                     |
|                                                  |  |  |  |  |  |  |  |                                                      |  |  |  |  |  |  |  | 7. Prinsessan Victoria av Hessen-Darmstadt (1863–1950)    |  |  |  |  |  |  |  |                                                                     |
|                                                  |  |  |  |  |  |  |  |                                                      |  |  |  |  |  |  |  |                                                           |  |  |  |  |  |  |  |                                                                     |
|                                                  |  |  |  |  |  |  |  |                                                      |  |  |  |  |  |  |  |                                                           |  |  |  |  |  |  |  | 15. Alice av Storbritannien (1843–1878)                             |
|                                                  |  |  |  |  |  |  |  |                                                      |  |  |  |  |  |  |  |                                                           |  |  |  |  |  |  |  |                                                                     |

## Ättlingar
| Barn                              | Född             | Gift                                 | Gift                  | Barnbarn                                       | Barnbarnsbarn                                                            |
| Barn                              | Född             | Datum                                | Maka/Make             | Barnbarn                                       | Barnbarnsbarn                                                            |
| --------------------------------- | ---------------- | ------------------------------------ | --------------------- | ---------------------------------------------- | ------------------------------------------------------------------------ |
| Kung Charles III                  | 14 november 1948 | 29 juli 1981 Skild 28 augusti 1996   | Lady Diana Spencer    | William, prins av Wales                        | Prins George av Wales Prinsessan Charlotte av Wales Prins Louis av Wales |
| Kung Charles III                  | 14 november 1948 | 29 juli 1981 Skild 28 augusti 1996   | Lady Diana Spencer    | Prins Harry, hertig av Sussex                  | Archie Mountbatten-Windsor Lilibet Mountbatten-Windsor                   |
| Kung Charles III                  | 14 november 1948 | 9 april 2005                         | Camilla Parker Bowles |                                                |                                                                          |
| Prinsessan Anne, Princess Royal   | 15 augusti 1950  | 14 november 1973 Skild 28 april 1992 | Mark Phillips         | Peter Phillips                                 | Savannah Phillips Isla Phillips                                          |
| Prinsessan Anne, Princess Royal   | 15 augusti 1950  | 14 november 1973 Skild 28 april 1992 | Mark Phillips         | Zara Tindall                                   | Mia Tindall Lena Tindall Lucas Tindall                                   |
| Prinsessan Anne, Princess Royal   | 15 augusti 1950  | 12 december 1992                     | Sir Timothy Laurence  |                                                |                                                                          |
| Prins Andrew, hertig av York      | 19 februari 1960 | 23 juli 1986 Skild 30 maj 1996       | Sarah Ferguson        | Prinsessan Beatrice av York, fru Mapelli Mozzi | Sienna Mapelli Mozzi                                                     |
| Prins Andrew, hertig av York      | 19 februari 1960 | 23 juli 1986 Skild 30 maj 1996       | Sarah Ferguson        | Prinsessan Eugenie, fru Brooksbank             | August Brooksbank                                                        |
| Prins Edward, hertig av Edinburgh | 10 mars 1964     | 19 juni 1999                         | Sophie Rhys-Jones     | Lady Louise Windsor                            |                                                                          |
| Prins Edward, hertig av Edinburgh | 10 mars 1964     | 19 juni 1999                         | Sophie Rhys-Jones     | James, earl av Wessex                          |                                                                          |